# 井頭

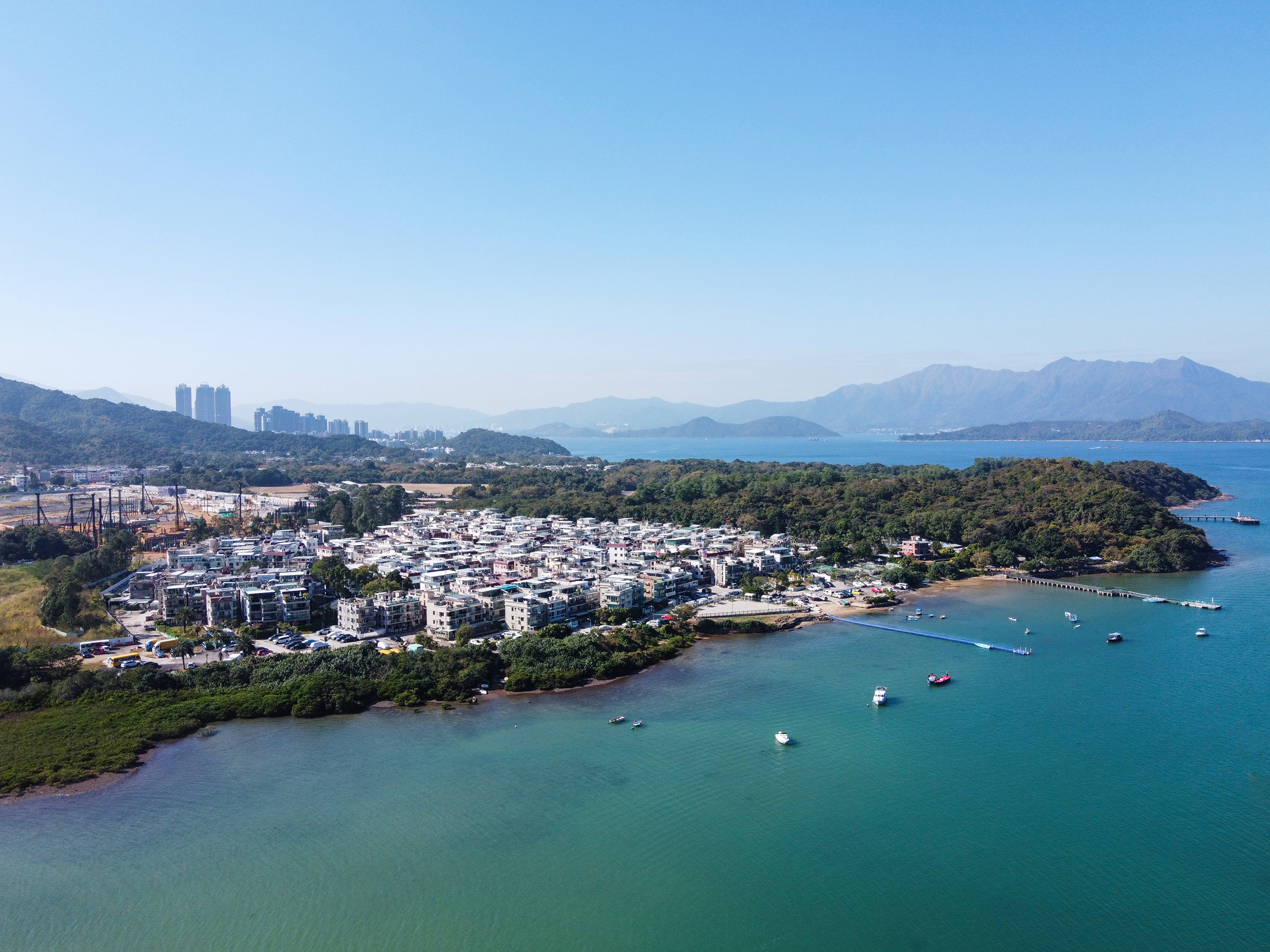
從企嶺下海的沙灘望向井頭村，背景為馬鞍山新市鎮和吐露港

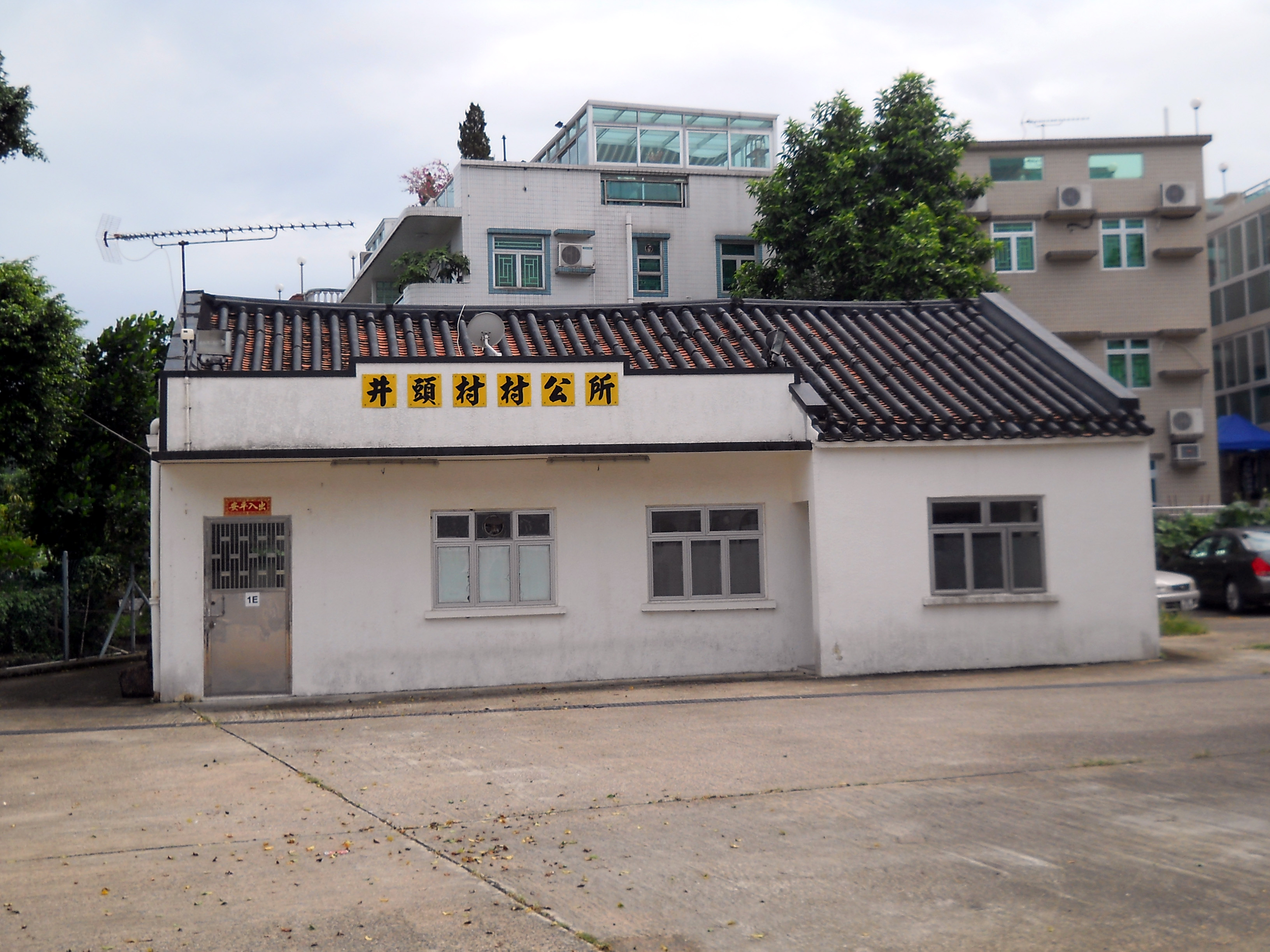
前日新學校，現為井頭村村公所。

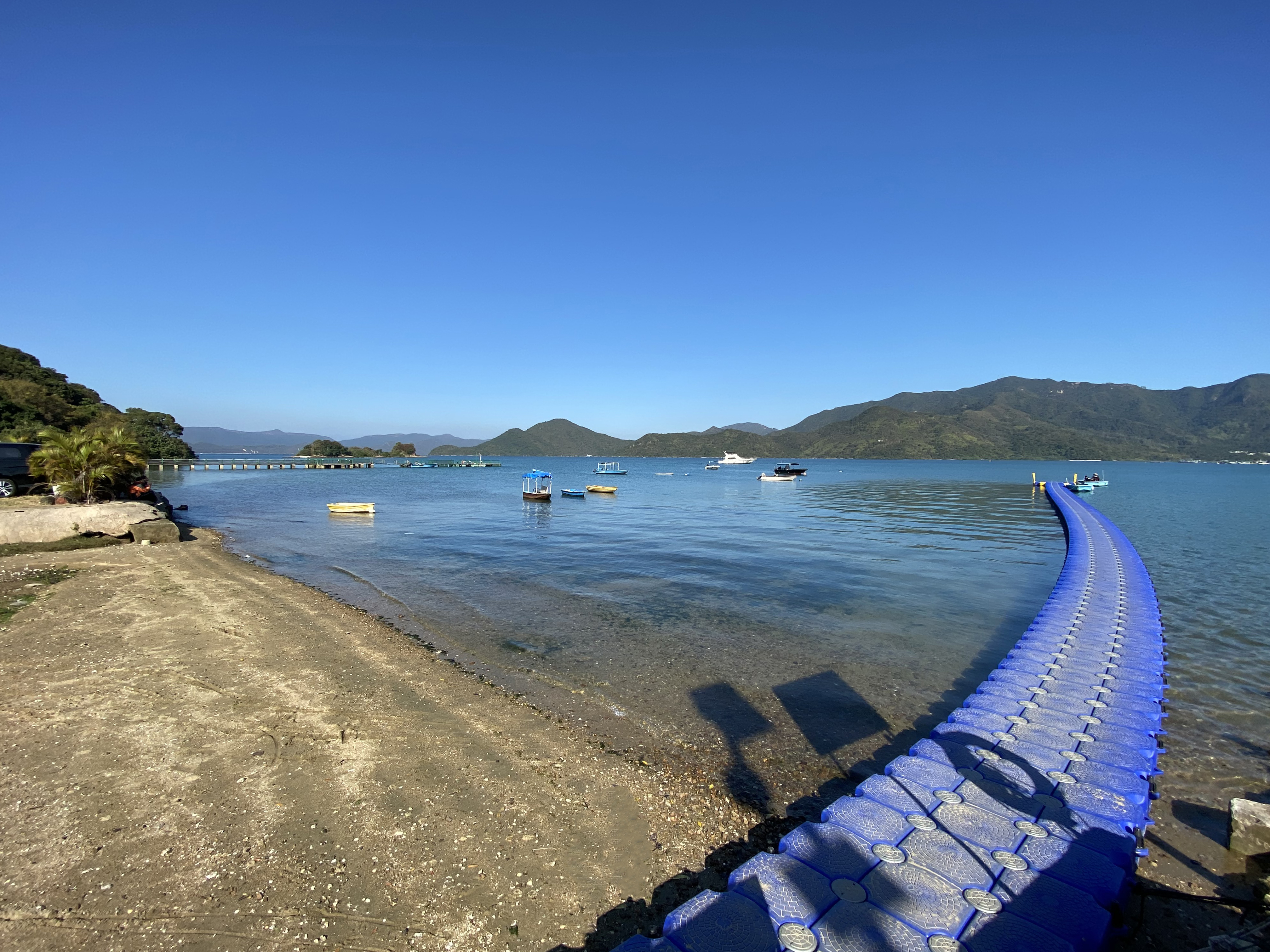
井頭村對開的沙灘和企嶺下海

井頭是香港新界大埔區的一個地方，位於西貢北企嶺下海東岸，對出有一個名為烏洲的島嶼。
井頭海岸於1994年8月13日被劃定為具特殊科學價值地點，面積4.3公頃，其特色是長約一公里的沉積岩海岸，展現出多種地理現象，包括順向坡、逆向坡、褶皺及斷層等。馬鞍山

### 新界區專線小巴807K線
- 大學站 ↔ 井頭